# Versenymű két zongorára és zenekarra (Bartók)
1937-ben komponálta Bartók Béla Szonáta két zongorára és ütőhangszerekre című művét. Amikor 1940-ben az Egyesült Államokba emigrált, szüksége volt olyan reprezentatív kétzongorás darabra, amelyet feleségével együtt hangversenyeken előadhatott. E célból a szonátát zenekari kísérettel és új címmel (Versenymű két zongorára és zenekarra, Sz. 115, BB 121) látta el, és azt Pásztory Dittával 1943-ban New Yorkban, Reiner Frigyes vezényletével mutatta be.
Autográf anyagok

## Tételek

### Assai lento – Allegro molto
Az első tétel lassú bevezetése rendkívüli feszültséget teremt, a gyors főrész szonátaforma, amelynek főtémáját a két zongora hatalmas erejű, lapidáris ritmusú unisono-akkordokkal szólaltatja meg. A második téma népdal-fogantatásról vall: ezt az első zongora mutatja be, nem feledkezve meg a népdalszerű cifrázatokról sem. A zárótéma ismét nyugtalan mozgású – bár egyenletesen ritmizált – hajsza-motívumból épül. A tétel kidolgozási szakaszában a bevezetés zenei anyaga is helyet kap, majd a zárótémát ellenpontosan fejleszti tovább a komponista. A befejezés apoteózisát a népdal-hangú melléktéma adja.

### Allegro non troppo
„…Lehetetlen észre nem venni azt a szórakoztató attitűdöt, azt a régi concerto-zenékre emlékeztető vitalitást, az invenciónak azt a szinte bugyborékoló bőségét, a technikának azt a manuális és akusztikus biztonságát és azt a kiapadhatatlan lendületet, amely ennek a tételnek lepkeszárnyakat kölcsönöz” – írja Kroó György.

## Hangszerelés
- 2 szólista, ill az ütőhangszerek, akik igen erős résztvevői a műnek: 3 üstdob, xilofon, kisdob rezgőhúrral és anélkül, felfüggesztett cintányér, cintányér, nagydob, triangulum és tamtam
- Fafúvós hangszerek: 2 fuvola (+ pikoló), 2 oboa (+ angolkürt), 2 klarinét, 2 fagott (+ kontrafagott)
- Rézfúvós hangszerek: 4 kürt, 2 trombita, 3 harsona
- Egyéb ütőhangszerek: cseleszta
- Vonós hangszerek: hegedűk, brácsák, csellók, nagybőgők